# Maršava
Maršava je přírodní památka západně od obce Buchlovice v okrese Uherské Hradiště. Důvodem ochrany je zachování posledních zbytků starých porostů na přirozených výchozech sedimentů račanské jednotky.